# Ruby, Don't Take Your Love to Town
Ruby, Don't Take Your Love to Town is een countrynummer geschreven door Mel Tillis en opgenomen door verschillende artiesten.
Het nummer gaat over een verlamde veteraan die thuis achter blijft als zijn vrouw een avond zonder hem uitgaat. De veteraan is bang dat ze bij het uitgaan een andere man zal ontmoeten. In het lied smeekt hij haar om bij hem te blijven.
Ruby, Don't Take Your Love to Town werd voor het eerst opgenomen door Waylon Jennings in 1966. Een jaar later bereikte Johnny Darrell de negende plek in de Amerikaanse countryhitlijst met het nummer. 
De bekendste versie van het nummer is die van Kenny Rogers en The First Edition uit 1969. Dit nummer behaalde de mainstreamhitlijst in verschillende landen, met een zesde plek in de Billboard Hot 100, een tweede plek in de UK Singles Chart en een vierde plek in de Nederlandse Top 40. Ook in Australië, Canada, Nieuw-Zeeland en Noorwegen werd de top 10 behaald. 
Het nummer is sindsdien opgenomen door onder meer The Statler Brothers, Bobby Bare, Dale Hawkins, George Jones, Jerry Reed, Roger Miller, Cake, The Killers, Sort Sol,  Leonard Nimoy, en de Duitse band Wolfsheim. De Griekse zangeres Nana Mouskouri heeft een Franstalige versie van het nummer, getiteld "Ruby, garde ton cœur ici", opgenomen. Het nummer is ook in het Duits en Tsjechisch gecoverd.

## NPO Radio 2 Top 2000
| Nummer met noteringen in de NPO Radio 2 Top 2000 | '99  | '00  | '01 | '02  | '03  | '04  |
| ------------------------------------------------ | ---- | ---- | --- | ---- | ---- | ---- |
| Ruby, Don't Take Your Love to Town               | 1816 | 1792 | 245 | 1269 | 1823 | 1957 |

1. ↑  Een vetgedrukt getal geeft de hoogste notering aan.
2. ↑  Deze tabel is bijgewerkt tot en met de laatste editie (2024).